# Esko Aho
Esko Tapani Aho (sinh ngày 20 tháng 5 năm 1954) là một chính trị gia Phần Lan là Thủ tướng của Phần Lan từ năm 1991 đến năm 1995.
Aho sinh ra ở Veteli, Phần Lan. Trước khi vào đại học, ông bắt đầu sự nghiệp chính trị. Từ năm 1974 đến năm 1979, ông là Chủ tịch của Trung tâm Thanh niên Phần Lan, trước đây ông đã phát triển nhiều người tiền nhiệm của ông vào các tình huống chính trị cao. Năm 1978, ông trở thành một cử tri của Tổng thống, cũng là một vị trí của ông vào năm 1982 và 1998. Từ năm 1979 đến năm 1980, Aho là Bộ trưởng Chính trị của Bộ Ngoại giao. Từ năm 1980 đến năm 1983, ông là người quảng bá thương mại cho đô thị tự quản Kannus.
Aho học tại Helsingin yliopisto (Đại học Helsinki), nhận bằng Thạc sĩ Khoa học Xã hội năm 1981. Từ năm 2010, ông là thành viên của Hội đồng Skolkovo Foundation.